# Бородянка
Бородя̀нка (на украински: Бородя̀нка) е селище от градски тип в Бучанския район на Киевска област, Украйна. Намира се на 50 км северозападно от столицата Киев на река Здвиж, която е приток на река Тетерев. Според преброяването от 2023 г. населението е 11 119 души.

## История
През 1863 г. Бородянка остава в историята с въстанието срещу Русия, водено от Владислав Желенски като част от Полското въстание от 1863 г., наричано още Януарско въстание – неуспешно националноосвободително въстание на поляците в състава на Руската империя.

### 1930-те – 1940-те години
През декември 1932 г. падат първите жертви на Гладомора. Точният брой на починалите в Бородянка от глад и болести, свързани с глада, не е установен. През 1990 г. е издигнат кръст в местното гробище на мястото на масовия гроб на жертвите на Гладомора.
795 жители на Бородянка воюват на фронтовете на Втората световна война, 240 от тях загиват, а 53 души са изпратени на работа в Германия. Хитлеристките окупатори изгарят 103 имота. Градът е освободен от окупацията на нацистка Германия на 8 ноември 1943 г.

### Следвоенен период
Във връзка с развитието на социалистическата икономика и нарастването на селото през 1957 г. Бородянка е класифицирана като селище от градски тип. През 1956 г. започва да се движи автобус по маршрута Бородянка – гара Бородянка. През 1970 г. в Бородянка живеят 5110 души.
Селото получава тласък в развитието си с изграждането на клон на киевския производител „Червен багер“ (ATEK), което започва през 1974 г. През следващите две десетилетия Бородянка се преобразява в резултат на жилищното строителство за работници в завода и реконструкцията на централната част на селото. През 1985 г. на мястото на багерния завод е построено ново училище за 1200 ученици.
През 1986 г. в резултат на аварията в Чернобил цялата област, от която е част Бородянка, е причислена към зоната на засилен радиоекологичен контрол. През 1987 г. село Шевченково е причислено към територията на Бородянка.

### Руското нападение над Украйна през 2022 г.
По време на руската инвазия в Украйна през 2022 г. Бородянка става главна ос на руското настъпление към Киев, започнало на 24 февруари 2022 г. Още в първите дни на нападението градът е подложен на тежки руски въздушни удари и артилерийски обстрел. Унищожени са жилищни сгради и друга цивилна инфраструктура. Руските войски взривяват мостове и блокират района, а руските войници разграбват магазини и жилища, оставяйки оцелелите жителите да бедстват поради нарушените доставки.
Руските въздушно-десантни войски превземат Гостомел и неговото летище югоизточно от Бородянка, превръщайки селището в ключова логистична връзка. При преминаването на конвой през него, идващ от север, украинските сили контраатакуват и унищожават руските отбранителни позиции в северозападната част на магистралата.
До 30 март 2022 г., когато руските сили се оттеглят към стартовата си точка в Беларус, Бородянка е опустошена – жилищните ѝ блокове са в руини, под които остават неизяснен брой цивилни. На 5 април 2022 г. украинските власти предупреждават, че жертвите в града вероятно са повече от тези в съседна Буча. Жителите съобщават, че по време на присъствието си в района руските войски са блокирали спасителните усилия, а някои хора са били отвлечени, разпитани и отведени в Беларус. До 7 април е въведен полицейски час, за да се извърши разминиране. Доброволци събират телата на загиналите от достъпните места. Според ранните изчисления броят им е между 200 и 400 души.
След 12-дневно разследване, проведено през април – май 2022 г., международната организация за защита на правата на човека Amnesty International публикува доклад относно военните престъпления на Русия в редица населени места в северозападна Киевска област, в т.ч. Бородянка. Разследването е базирано на десетки интервюта и обширен преглед на веществени доказателства. Документирани са незаконните въздушни удари по Бородянка. Едновременно с доклада Amnesty публикува нов интерактивен сайт с 360-градусова перспектива на визуализациите, които показват последиците от опустошителните руски атаки срещу жилищни сгради в Бородянка на 1 и 2 март. Повече от 40 души умират при срутването на част от сградите в резултат на бомбардирането им.

## Инфраструктура
По време на Студената война в Бородянка се намира едноименната авиобаза. В северната част на селището се намира и едно от малкото частни авиационни летища в Украйна. В този район са разположени фирма за пътни настилки и производител на алуминиеви профили. Между северната и южната част минава магистрала М-07 (E373). Железопътната гара Бородянка е в южната част на селището. В близост до нея се намират фирма за поддръжка на самолети „Артек“, склад за гориво и дъскорезница, производствената и дистрибуторската компания „Borex“, която осигурява оборудване за производство на гориво от китайската Gemco Anyang и машини за обработка на селскостопански продукти.

## Социална сфера
В Бородянка има пет религиозни общности: Украинската православна църква на Московската патриаршия, Украинската православна църква на Киевската патриаршия, евангелските баптисти, християнската църква на пълното евангелие „Слово на вярата“ и адвентистите от седмия ден. Религиозните сгради са представени от църквата на евангелските баптисти и православната църква „Св. Архангел Михаил“, осветени от митрополит Владимир на 19 септември 1999 г. Паметник на изкуството е бюстът на украинския поет, художник и политически деец Тарас Шевченко от скулптора М. П. Мишчук, издигнат през август 1999 г. на площада, кръстен на поета. По време на руската инвазия в Украйна през 2022 г. по-голямата част от социалната инфраструктура в града е унищожена.
До началото на руската инвазия през 2022 г. на територията на община Бородянка има 9 селски клуба, шест самодейни фолклорни състава, 3 дома на културата и Дворец на културата на името на Тарас Шевченко.